# Video wall

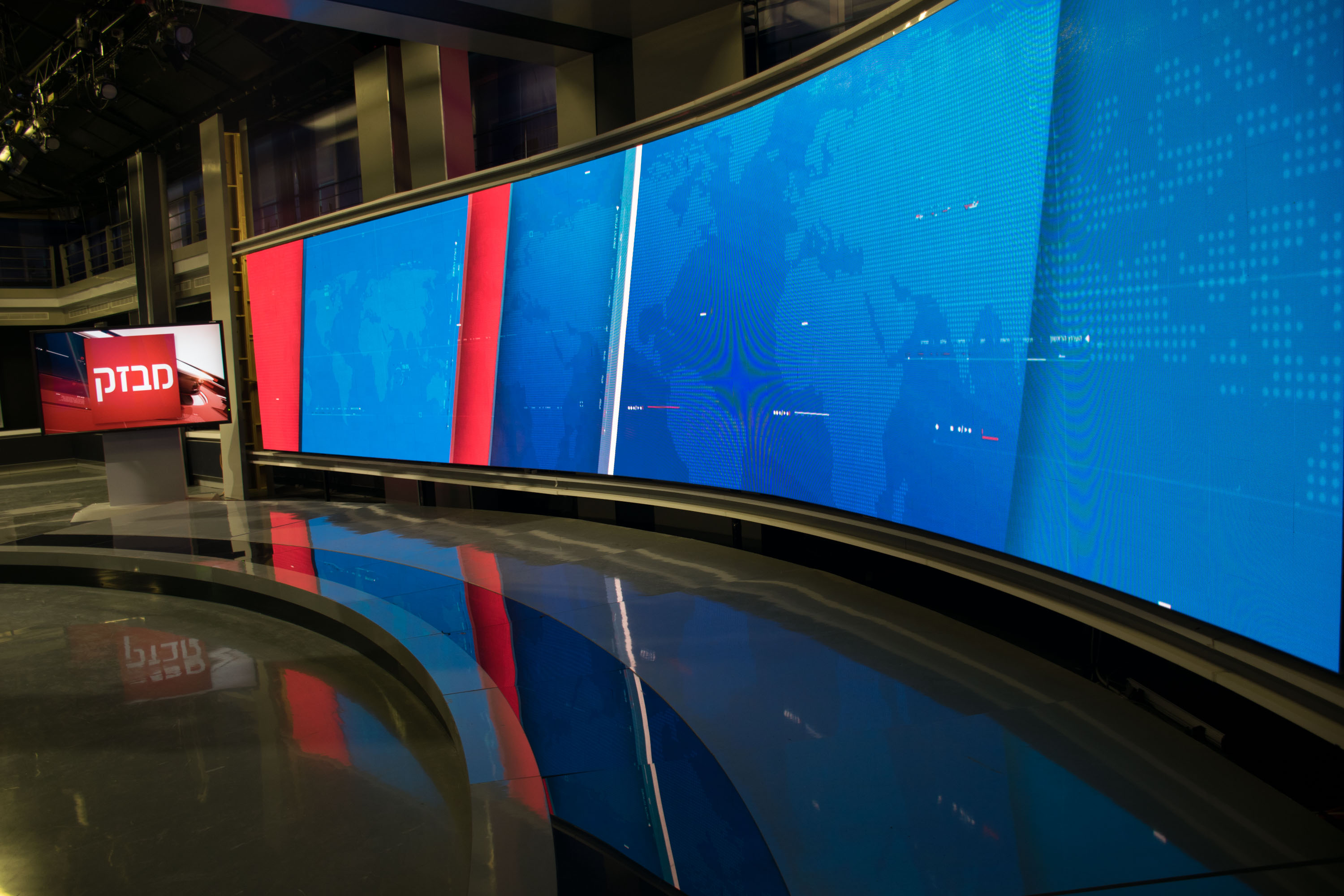
Un video wall in uno studio televisivo (2017)

Un video wall è un maxischermo composto da un numero variabile di moduli che possono essere monitor CRT, pannelli retroproiettati, schermi a cristalli liquidi o al plasma. Gli elementi possono essere combinati fra loro per raggiungere le dimensioni desiderate del maxischermo. Ogni elemento, opportunamente pilotato da un'apposita centralina, visualizza solo una parte dell'immagine completa, che viene visualizzata interamente da tutti gli schermi che compongono il video wall, che si comportano come le tessere di un mosaico.
Oltre alle installazioni classiche (gli schermi sono posizionati in senso orizzontale ed accostati in modo da formare un maxischermo il cui rapporto tra le dimensioni è 4:3 o 16:9) sono possibili videowall con rapporti di forma diversi o con posizionamento degli elementi anche nelle tre dimensioni (ad esempio video wall "circolari").
Il maggiore problema di questo tipo di schermo era inizialmente  dovuto alla presenza delle antiestetiche cornici che circondano gli elementi che lo compongono, generando un fastidioso effetto "a scacchiera"; in seguito, con l'evolversi della tecnologia, sono comparsi sul mercato dei video wall che hanno ridotto al minimo se non eliminato il problema, utilizzando cornici di spessore molto ridotto (qualche millimetro) che a distanza risultano invisibili.